# King Lear (film 1987)
King Lear è un film diretto da Jean-Luc Godard girato nel 1987 ma distribuito soltanto nel 2002. Pubblicizzato come riduzione cinematografica dell'omonimo dramma di Shakespeare, in realtà ne è solo lontanamente ispirato, e contiene citazioni di dialoghi spesso letti da una voce fuori campo.
L'opera si è conquistata la fama di “film maledetto” per l'interminabile lavorazione, la distribuzione impossibile e la rinuncia di molti attori malgrado il prestigio del regista: fra questi lo scrittore Norman Mailer (che appare solo nei primi minuti), Orson Welles (morto nel frattempo), Ingmar Bergman (che non rispose all'invito), Rod Steiger, due star della musica pop, Prince e Sting (quest'ultimo entusiasta, ma scartato da Godard), Lee Marvin, Broderick Crawford e persino l'ex presidente degli Stati Uniti Richard Nixon, al quale il regista si sbilancia a offrire 500.000 dollari per una scena in cui discuta con Mailer “del potere e della perdita del potere”. L'unico che accetta è il regista Woody Allen.
Dopo la prima al festival di Cannes, fuori concorso, il 17 maggio 1987 (durante la proiezione tre quarti dei numerosi spettatori presenti abbandonano la sala), la pellicola rimane per quindici anni senza distribuzione. Arriva nel circuito delle sale cinematografiche soltanto nell'aprile 2002, dopo il fallimento della casa di produzione Cannon.

## Trama
Giunto in un albergo svizzero per partecipare alla sceneggiatura di un film di Godard tratto dal Re Lear, un grande scrittore statunitense decide di rinunciare e far ritorno negli Stati Uniti; la figlia, che lo ha accompagnato, nota che nel testo si parla di Don Learo, le sembra un nome da mafioso.
La sceneggiatura parla di William Shakespeare Jr V, giunto dalla Danimarca alla ricerca delle opere del suo illustre antenato, perdute dopo il disastro di Černobyl' che ha portato alla perdita di tutta la cultura dell'umanità. Shakespeare jr ascolta casualmente una conversazione a un tavolo vicino nel ristorante: Don Leàr, vecchio mafioso italoamericano, dice alla figlia che vuole dividere il suo regno criminale tra lei e le due sorelle. Una delle ragioni per cui Shakespeare jr è venuto per la sua ricerca sul lago svizzero è perché qui vive un sopravvissuto al disastro, specializzato in arti visive.
Shakespeare jr si reca a casa del professor Pluggy, individuo originale che porta intessuta nei capelli una cascata di cavi elettrici di tutti i colori, il quale si stupisce che nel mondo ci sia ancora qualcuno che scrive. Sembra che Pluggy abbia re-inventato il cinema, l'industria dell'immagine, Poco per volta il giovane riesce a ricostruire quasi tutta la tragedia del suo antenato.
Sono passati venti anni, l'industria del cinema è rinata. Shakespeare si reca in uno studio di montaggio diretto da Mr. Alien, che gli permetterà di portare a termine un film su re Lear.

## Critica
Durante il Festival di Cannes 1985, dopo la presentazione del suo film Detective, Godard viene presentato al produttore Menahem Golan, che insieme a Yoram Globus è al vertice della Cannon. Il regista accetta di fare un film negli Stati Uniti e propone come soggetto il Re Lear di Shakespeare, il produttore stanzia subito un budget di 1 milione di dollari. Il MoMA (Museum of Modern Art) di New York tenterà di acquistare diversi anni più tardi il tovagliolo di ristorante sul quale Golan e Godard hanno firmato il primo contratto, ma il produttore rifiuterà di cederlo.
Come di consueto, Godard sembra interessato da una parte al solito film-rapina ai danni della produzione; ma c'è anche la sua volontà di riprendere il progetto di un film sul rapporto padre-figlia che aveva carezzato al tempo della sua relazione con Myriem Roussel, la protagonista del suo Je vous salue, Marie (1985). I produttori chiedono una sceneggiatura allo scrittore statunitense Norman Mailer, che accetta solo a patto che la Cannon finanzi anche un film tratto dal suo romanzo I duri non ballano.
Il testo di Mailer è una storia nel mondo della mafia che Godard si guarda bene dal leggere; al contrario, gli propone di accantonarla e di recitare piuttosto come attore nel film, insieme alle sue tre figlie: sarà uno scrittore incaricato di stendere una riduzione della commedia di Shakespeare. Finge inoltre di accettare il fatto che si giri a New York, ma vuole cominciare in Svizzera e invita Mailer e famiglia a casa propria.
L'esperienza di lavoro sarà brevissima, Mailer e Godard litigano quasi subito e lo scrittore riprende l'aereo per tornare a casa. Da questo momento in poi buona parte del budget destinato al film, che da 1,5 milioni di dollari passa a 3, è speso da Godard in viaggi aerei fra Svizzera, Francia e Stati Uniti, almeno 70 voli nei successivi due anni alla spasmodica ricerca di attori dei quali il regista non si dimostra mai contento, o che rifiutano. Infine Woody Allen accetta di apparire nel ruolo di un buffone, a patto di discutere preventivamente con Godard.
Il 28 aprile 1986 Godard registra due ore di intervista con Allen che diventeranno un corto di 26 minuti, Meetin' WA. Della recitazione di Woody Allen nel film King Lear rimangono comunque soltanto pochi minuti verso la fine. Malgrado il sostanzioso budget a disposizione, le riprese vengono effettuate in fretta nel febbraio 1987 nei dintorni del Lago Lemano.